# Abdul Gani
Pour les articles homonymes, voir Gani.
Abdul Gani, né le 8 août 1992, est un coureur cycliste indonésien.

## Biographie
En janvier 2018, Abdul Gani s'impose sur une étape du Tour d'Indonésie. 

## Palmarès et résultats

### Palmarès par année
- 2017
  - 2e étape du Tour de Siak
- 2018
  -  Champion d'Indonésie sur route
  - 2e étape du Tour d'Indonésie
- 2023
  - 3e du championnat d'Indonésie sur route

### Classements mondiaux
| Année                                 | 2016  | 2017  | 2018 | 2019  | 2020 | 2021  | 2022  | 2023  |
| ------------------------------------- | ----- | ----- | ---- | ----- | ---- | ----- | ----- | ----- |
| Classement mondial                    | 1639e | 2474e | 953e | 3298e | nc   | 2718e | 2511e | 2637e |
| UCI Asia Tour                         | 274e  | 500e  | 120e | 361e  | nc   | 226e  | 282e  | nc    |
|                                       |       |       |      |       |      |       |       |       |
| Légende : nc = non classéSource : UCI |       |       |      |       |      |       |       |       |